# هوبارت (إنديانا)
هوبارت (بالإنجليزية: Hobart, Indiana)‏ هي مدينة تقع في الولايات المتحدة في إنديانا. يقدر عدد سكانها بـ 29,059 نسمة ومساحتها 69.18 كم2 وترتفع عن سطح البحر 190 متر.

## التركيبة السكانية
قام مكتب تعداد الولايات المتحدة بتحديد بيانات التركيبة السكانية لهوبارت في تعداد الولايات المتحدة. في ما يلي، التركيبة السكانية حسب تعدادي 2000 و2010.

### تعداد عام 2000
بلغ عدد سكان هوبارت 25,363 نسمة بحسب تعداد عام 2000، وبلغ عدد الأسر 9,855 أسرة وعدد العائلات 6,977 عائلة مقيمة في المدينة. في حين سجلت الكثافة السكانية 967.5 نسمة لكل ميل مربع (373.6/كم2). وبلغ عدد الوحدات السكنية 10,299 وحدة بمتوسط كثافة قدره 392.9 نسمة لكل ميل مربع (151.7/كم2).
وتوزع التركيب العرقي للمدينة بنسبة 93.73% من البيض و 0.21% من الأمريكيين الأصليين و 0.54% من الأمريكيين ذوي الأصول الآسيوية و 0.02% من سكان جزر المحيط الهادئ و 1.39% من الأمريكيين الأفارقة و 1.51% من عرقين مختلطين أو أكثر.
بلغ عدد الأسر 9,855 أسرة كانت نسبة 30.6% منها لديها أطفال تحت سن الثامنة عشر تعيش معهم، وبلغت نسبة الأزواج القاطنين مع بعضهم البعض 56.3% من أصل المجموع الكلي للأسر، ونسبة 10.4% من الأسر كان لديها معيلات من الإناث دون وجود شريك، وكانت نسبة 29.2% من غير العائلات. تألفت نسبة 24.1% من أصل جميع الأسر من أفراد ونسبة 10.4% كانوا يعيش معهم شخص وحيد يبلغ من العمر 65 عاماً فما فوق. وبلغ متوسط حجم الأسرة المعيشية 3.04، أما متوسط حجم العائلات فبلغ 2.55.
بلغ العمر الوسطي للسكان 38 عاماً. وكانت نسبة 23.6% من القاطنين تحت سن الثامنة عشر، وكانت نسبة 8.6% بين الثامنة عشر والأربعة وعشرون عاماً، ونسبة 29.7% كانت واقعةً في الفئة العمرية ما بين الخامسة والعشرون حتى والأربعة وأربعون عاماً، ونسبة 23.0% كانت ما بين الخامسة والأربعون حتى الرابعة والستون، ونسبة 15.1% كانت ضمن فئة الخامسة والستون عاماً فما فوق. يوجد لكل 100 أنثى 94.4 ذكر، ويوجد لكل 100 أنثى في الثامنة عشر من عمرها فما فوق 91.7 ذكر.
بلغ متوسط دخل الأسرة في المدينة 34,759 دولار، أما متوسط دخل العائلة فبلغ 35,078 دولار. وكان متوسط دخل الذكور 43,702 دولار مقابل 26,619 دولار للإناث. وسجل دخل الفرد الخاص بالمدينة 21,508 دولار.

### تعداد عام 2010
بلغ عدد سكان هوبارت 29,059 نسمة بحسب تعداد عام 2010، وبلغ عدد الأسر 11,650 أسرة وعدد العائلات 7,664 عائلة مقيمة في المدينة. في حين سجلت الكثافة السكانية 1,103.6 نسمة لكل ميل مربع (426.1/كم2). وبلغ عدد الوحدات السكنية 12,399 وحدة بمتوسط كثافة قدره 470.9 لكل ميل مربع (181.8/كم2).
وتوزع التركيب العرقي للمدينة بنسبة 85.3% من البيض و 0.4% من الأمريكيين الأصليين و 1.0% من الأمريكيين ذوي الأصول الآسيوية و 7.0% من الأمريكيين الأفارقة و 2.4% من عرقين مختلطين أو أكثر.
بلغ عدد الأسر 11,650 أسرة كانت نسبة 31.3% منها لديها أطفال تحت سن الثامنة عشر تعيش معهم، وبلغت نسبة الأزواج القاطنين مع بعضهم البعض 48.4% من أصل المجموع الكلي للأسر، ونسبة 12.1% من الأسر كان لديها معيلات من الإناث دون وجود شريك، بينما كانت نسبة 5.3% من الأسر لديها معيلون من الذكور دون وجود شريكة وكانت نسبة 34.2% من غير العائلات. تألفت نسبة 28.2% من أصل جميع الأسر من أفراد ونسبة 10.8% كانوا يعيش معهم شخص وحيد يبلغ من العمر 65 عاماً فما فوق. وبلغ متوسط حجم الأسرة المعيشية 3.06، أما متوسط حجم العائلات فبلغ 2.48.
بلغ العمر الوسطي للسكان 38 عاماً. وكانت نسبة 23.1% من القاطنين تحت سن الثامنة عشر، وكانت نسبة 7.9% بين الثامنة عشر والأربعة وعشرون عاماً، ونسبة 28% كانت واقعةً في الفئة العمرية ما بين الخامسة والعشرون حتى والأربعة وأربعون عاماً، ونسبة 26.6% كانت ما بين الخامسة والأربعون حتى الرابعة والستون، ونسبة 14.4% كانت ضمن فئة الخامسة والستون عاماً فما فوق. وتوزع التركيب الجنسي للسكان بنسبة 48.5% ذكور و51.5% إناث.